# Klatschpappe

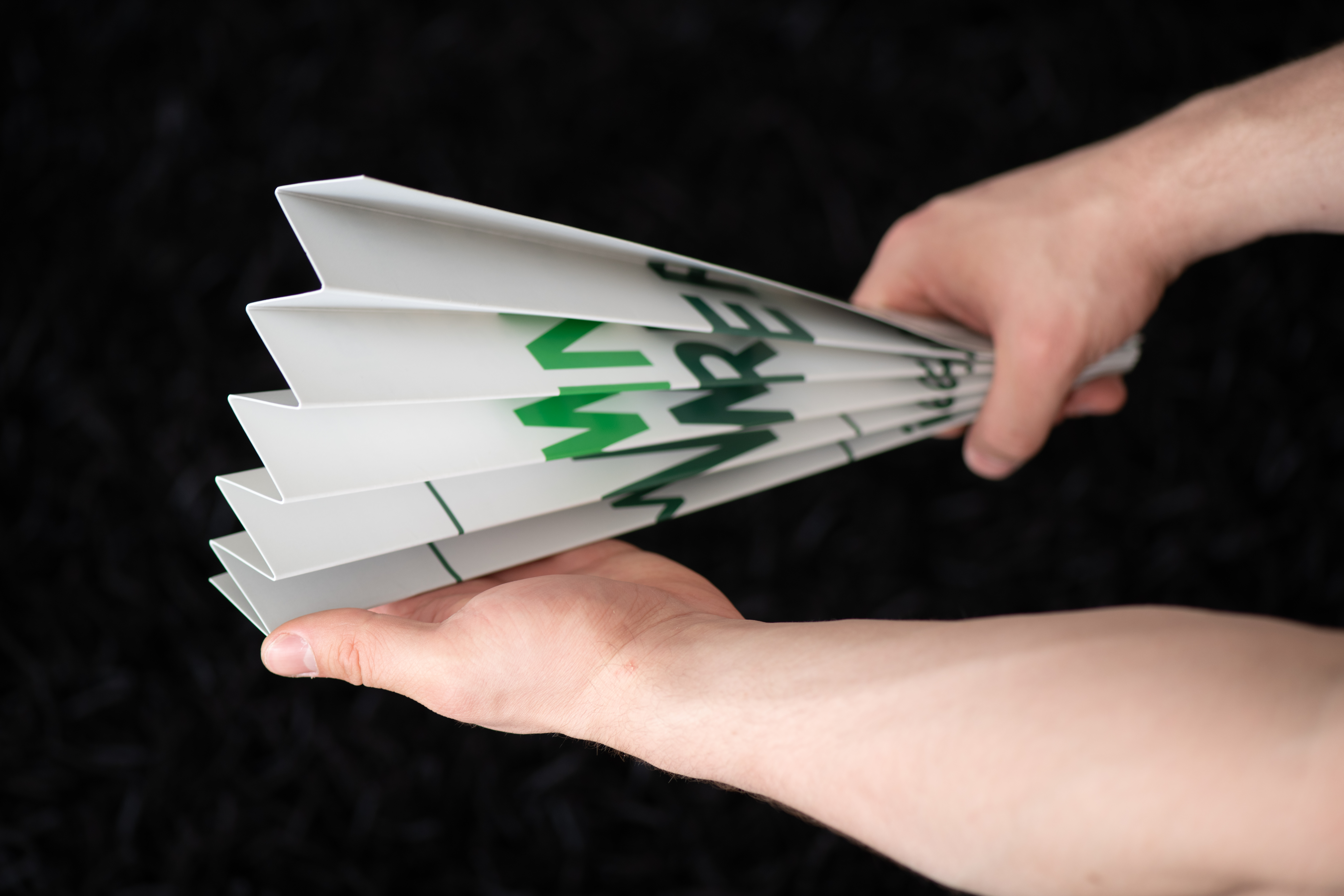
Klatschpappe

Klatschpappen, auch Fanklatschen, Faltklatscher oder Klatschfächer, sind einfache Pappen, die durch eine vorgegebene Rillung im Abstand von 4 bis 6 cm leicht zu einer Ziehharmonika gefaltet werden können. Nach der Faltung kann die Klatschpappe wie eine Plattenklapper durch Schlagen auf eine Handfläche ein starkes Geräusch erzeugen. Bei vielfacher Nutzung, z. B. bei Großveranstaltungen im Hallensport wird so ein ohrenbetäubender Lärm erzeugt. Klatschpappen werden hauptsächlich als preisgünstige Werbeartikel bei Großveranstaltungen eingesetzt.

## Verwendung
Freizeit:
- Hallensport, Massenveranstaltungen mit Wettkampfcharakter
- Klatschpappen werden teils selbst hergestellt
- Nutzung auch als Sitzunterlage oder Regenschutz möglich
- Verbreitung als Fanartikel.

Funktion:
- Durch einen möglichst steifen Karton, in der Regel Chromosulfatkarton, ergibt sich ein sehr hoher Geräuschpegel.
- Es ist eine gute Werbeplatzierung durch die beidseitig große Druckfläche möglich